# Antonio Caballero y Fernández de Rodas
Antonio Caballero y Fernández de Rodas (Madrid, 1816-Madrid, 1876) fue un militar y político español. 

## Biografía
Uno de los primeros frentes en los que interviene es la Primera Guerra Carlista, donde ya despertó el interés de sus superiores. En 1854 formó parte de la Vicalvarada y se distinguió por pertenecer a la Unión Liberal. En tiempos de Leopoldo O'Donnell fue ascendido a brigadier e intervino en la campaña de Marruecos (1859-1860). En 1861 puso fin a la insurrección de Loja. Tras intervenir en la guerra de Marruecos vuelve a Madrid y tiene una pelea con Nicolás María Rivero que terminaría en duelo. Esta circunstancia no le favoreció en absoluto. Acabó siendo exiliado a las islas Canarias, donde también enviaron al general Francisco Serrano, entre otros. 

### La Gloriosa
Con el duque de la Torre y otros generales desterrados a las islas Canarias regresó a la península en septiembre de 1868 para incorporarse a revolución contra Isabel II.

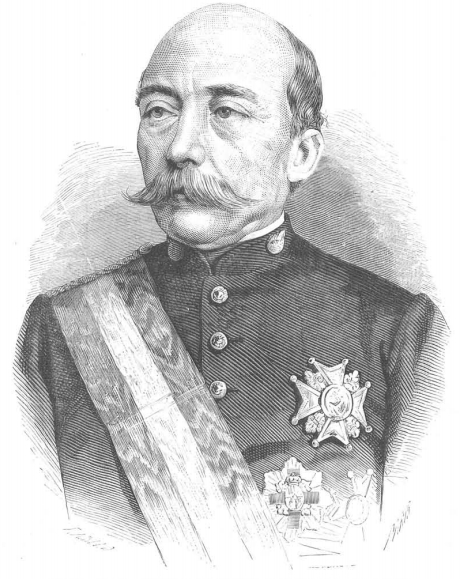
Retrato en La Ilustración Española y Americana (1876)

Fue uno de los firmantes del Manifiesto de Cádiz en septiembre de 1868 y participó en la batalla de Alcolea, en la que fue uno de sus más importantes actores. Al frente de una división contribuyó al triunfo de las tropas sublevadas. Fue ascendido por sus méritos a teniente general.
Nombrado director general de Infantería, en julio de 1869 juró el cargo de capitán general de Cuba, donde poco antes había estallado la primera insurrección independentista. Viajó a Cuba junto con el nuevo intendente, José Emilio de Santos, con el mandato de pacificar la isla y acabar con la corrupción en la administración pero solo tardó un año en regresar a España. En 1872 fue elegido senador por las provincias de Almería y Córdoba, optando por la representación de la primera.
En 1873 participó en el intento fallido de golpe de Estado del 23 de abril junto a los generales Serrano y Topete con el objeto de impedir la proclamación de la República federal, el fracaso del movimiento motivó que se diese a la fuga disfrazado pero fue capturado en Torrelodones, aunque gracias a un salvoconducto de Estanislao Figueras recuperó la libertad.